# بليحاء فيضية
البليحاء الفيضية (باللاتينية: Reseda undata) نوع نباتي من جنس البليحاء.

## الموئل والانتشار
موطنها إسبانيا.

## الوصف النباتي
نبات عشبي.

## مرادفات للاسم العلمي
- (باللاتينية:                             							 								                             	Reseda alba subsp. undata (L.) Sagredo & Malag.)
- (باللاتينية:                             							 								                             	Reseda alba var. undata (L.) DC.)

## أسماء علمية غير مقبولة
- (باللاتينية: Reseda crispa Willk. & Lange, des. inval.)
- (باللاتينية:                             							 								 								 									 								 								Reseda gracilis Bubani, des. inval.)